# Olof Rehn
Olof Rehn, född 1 december 1723 i Stockholm, död 11 juni 1798 i Stockholm, var en svensk ritlärare, grafiker, rådman, mönster- och antikvitetsritare.
Han var son till bryggaren Carl Rehn och Catharina Forss och från 1762 gift med Anna Margaretha Sundius. Rehn undervisades till att börja med i sitt hem och från 1746 fick han teckningslektioner av sin kusin Johan Eric Rehn. Samtidigt studerade han vid Ritareakademien. Han anställdes som extra ordinarie mönsterritare vid Manufakturkontoret 1750 och blev ordinarie mönsterritare 1755. Under sin tid vid Manufakturkontoret tecknade han det mesta av det siden som kom till Sverige under denna tid men inga originalritningar har bevarats. Det påstås att han även utförde teckningar för porslin vid Rörstrands porslinsfabrik men inte heller där finns några bevarade originalritningar men man vet med säkerhet att han under sina resor anskaffat modeller för både Rörstrands och Mariebergs porslinsfabrik. Vid sidan av sin tjänst vid Manufakturkontoret var han verksam som ritare för Vitterhetsakademien 1754–1795 och utförde för dess räkning resor där han avbildade olika minnesmärken. Under Johan Eric Rehns utlandsvistelse 1755 vikarierade han som ritlärare i kungafamiljen och undervisade prinsarna Gustav och Karl. Han var kunglig pageritmästare 1758-1759 och anställdes 1767 som ritlärare vid Collegium Illustre Gustavianum. Rehn finns representerad vid Statens historiska museum, Kungliga biblioteket och Uppsala universitetsbibliotek.   